# Línea 70 (Media Distancia)
La línea 70 (Antequera - Algeciras) es una línea ferroviaria realizada por servicios MD que recorre transversalmente la comunidad española de Andalucía. Discurre por vías convencionales no electrificadas de ancho ibérico, pertenecientes a Adif. Es operada por la sección de Media Distancia de Renfe Operadora mediante trenes Serie 598.
Ha sido operada con diversos tipos de tren (TRD, 592, 599) hasta llegar a los actuales Serie 598 de Renfe. La línea era denominada anteriormente «A5». 
Desde junio de 2013 todos los trenes del trayecto principal realizan parada en Antequera-Santa Ana, enlace con trenes de alta velocidad (AVE) con destino a Madrid y Barcelona.
Desde el 1 de noviembre de 2018, la línea ha sido suprimida y sustituida por autobuses en todo su recorrido. 
La fecha de reapertura fue el 20 de mayo de 2019. Esta línea ha vuelto a usar los trenes de la serie 598.
Su anterior recorrido era Algeciras-Granada. Este fue recortado a Algeciras-Antequera en 2019, al quedar la línea a Granada para uso exclusivo de trenes de alta velocidad.